# Ilunga Makabu
Junior Ilunga Makabu (8 de noviembre de 1987) es un boxeador profesional Congoleño-Sudafricano, que ostenta el título WBC de peso crucero desde enero de 2020, y que también retó al campeón del mismo peso en 2016.
En marzo de 2022, se encuentra en el puesto número tres de los rankings de BoxRec de peso crucero, en el número 2 de los rankings de The Ring y el tercero en la Junta Transnacional de Rankings de Boxeo (Transnational Boxing Rankings Board). Es el hermano mayor del también boxeador de peso pesado Martin Bakole.

## Carrera Profesional

### Primeros años
Su carrera profesional comienza el 20 de junio de 2008, perdiendo a los 4 rounds con el boxeador Khayeni Hlungwane por TKO, en el Carousel Hotel & Casino de Sudáfrica. Su primera victoria llega el 13 de septiembre de 2008 por TKO contra el boxeador de Zimbabue Elvis Moyo. El 19 de noviembre de 2011 se enfrenta en un combate de 12 rondas contra el boxeador Pedro Otas, en Monte Casino, Sudáfrica; presentado por el famoso Michael Baffer. Durante todo el combate Makabu dominó, obteniendo de esa forma una victoria en el round 11 por TKO.

### Campeón WBC Silver de peso crucero

###### Makabu vs Kucher
Se estableció una pelea entre Makabu y el boxeador Dmytro Kucher por el título WBC Silver de peso crucero vacante en esos momentos. El encuentro se produjo el 13 de julio de 2013 en Salle des Étoiles, Monte Carlo, Mónaco. El combate finalizó con una decisión por mayoría a favor de Makabu.

###### Makabu Vs. Eric Fields
El 31 de agosto de 2013 en el Emperors Palace de Kempton Parke en Sudáfrica se celebró la defensa del título WBC Silver Crucero por parte de Makabu contra el estadunidense Eric Fields, el cual resulta en una victoria por nocaut en el 5º round, por parte de Ilunga Makabu reteniendo el título.

### Campeón Internacional WBC peso crucero
Ilunga Makabu se corona campeón Internacional de la CMB en el peso crucero contra Glen Johnson en un combate celebrado en el Grand Hôtel de Kinshasa, Kinshasa,República Democrática del Congo. Tras varios rounds el congoleño consigue varios buenos golpes que terminan en nocaut técnico en el round 9.

### Intento de conseguir el Cinturón WBC de peso crucero
El 29 de mayo de 2016 Makabu se enfrenta en el Goodison Park en Liverpool, Inglaterra al boxeador inglés Tony Bellow por el título WBC peso crucero que había dejado libre el ruso Grigory Drozd. El combate resultó en la derrota por KO en el minuto 1:20 del 3er Round de Makabu, siendo esta su primera derrota desde su debut.

### Segunda obtención del WBC Silver Crucero

###### Makabu vs. Kudryashov
Se programó una pelea entre el ruso Kudryashov y Makabu en el KRK Uralets en Yekaterinburgo, Rusia el 16 de junio de 2019 por el título WBC de peso crucero vacante en esos momentos. Ambos boxeadores tenían una combinación de 46 KOs en 47 peleas por lo que los diferentes medios especializados y las casas de apuestas pronosticaban un final sin llegar a decisión. Makabu ganó por TKO en el 5º round después de que unas potentes combinaciones de puñetazos sin defensa por parte de Kudryashov obligasen al árbitro a intervenir.

###### Makabu vs. Papin
En julio de 2019 se difundió el rumor de que Makabu defendería su título contra el imbatido Alexei Papin, quien por esos momentos se encontraba el #14 en los rankings de la IBF de peso crucero. En el día 30 de julio de 2019 la WBC confirma la defensa del título que tendrá lugar en la cartelera del 24 de agosto de 2019 en el Traktor Sport Palace en Cheliábinsk en Rusia; cuya pelea estelar será entre Sergey Kovalev Vs. Anthony Yarde. Makabu retuvo el título tras una decisión mayoritaria de dos de los jueces que puntuaron el asalto a favor de Ilunga Makabu por 115-113 y el empate de otro 113-113. Papin se fue desgastando en las rondas intermedias y estuvo a punto de ser finalizado en la octava y duodécima ronda.

### Campeonato WBC peso crucero

###### Makabu vs. Cieślak
A Makabu se le programó una pelea contra el invicto Michał Cieślak por el campeonato WBC de peso crucero vacante, el 31 de enero de 2020; en el Temporray Arena de Kinshasa, República Democrática del Congo. Cieślak originalmente tenía una pelea programada contra Nuri Seferi el 20 de diciembre de 2019; de la cual se retiró para enfrentar a Makabu por el título CMB el 18 de enero de 2020.Cieślak se encontraba el #2 de los rankings de la WBC de peso crucero. Sin embargo ,debido a ciertos problemas entre el CMB y Makabu, la pelea se retrasó al día 31 de enero de 2020.
Michał Cieślak empezó de manera apabullante el combate y parecía que iba a terminar el combate en el tercer round, sin embargo la campana salvó a Makabu. Makabu se rehízo en la cuarta ronda, derribando a Cieślak con dos potentes golpes anotando un knock down; uno de los golpes fue muy controversial puesto que fue un evidente "golpe de conejo".Michał Cieślak recuperó la ventaja al ser considerado por regla como knock down de Makabu el tocar la lona con su guante. Makabu fue coronado campeón después de obtener una decisión unánime con los puntajes 114–112, 115–111 y 116–111.

###### Makabu vs. Durodola
Makabu hizo su primera defensa del título de peso crucero WBC contra el actual campeón de África de peso crucero Olanrewaju Durodola en el Studio Mama Angebi en Kinshasa, RDC. Durodola se encontraba en esos momentos en el puesto #3 de los rankings WBC de peso crucero. Makabu aparentemente se encontraba por debajo de Durodola en las tarjetas de los jueces en los seis rounds que habían peleado, pero Makabu se recompuso con un par de potentes y duros ganchos de izquierda que derribaron a su oponente; que aunque puedo levantarse dentro del tiempo; no pudo continuar el combate; saliendo victorioso Ilunga Makabu por nocaut técnico.

###### Makabu vs. Mchunu
Makabu tuvo una pelea programada contra el retador obligatorio Thabiso Mchunu para defender su título WBC de peso crucero el 29 de enero de 2022, en el Packard Music Hall en Warren, Ohio. Mchunu se encontraba por aquella época en el puesto #1 de los rankings de peso crucero de la WBC y el #4 en los rankings de la revista The Ring. El ganador de este enfrentamiento recibiría la oportunidad de poder enfrentar a Saúl "Canelo" Álvarez por parte del CMB, tal como había preguntado el entrenador del mexicano Eddy Reynoso. Este combate fue la pelea estelar de una cartelera cuyo promotor era Don King. Makabu terminó ganando la pelea por decisión dividida y reteniendo en su poder el título. Dos de los jueces puntuaron la pelea a su favor (115–113 y116–112) y el tercero 115–113 para Mchunu. Esta decisión dividida fue muy controversial debido a que muchos medios especializados puntuaron el resultado de la pelea a favor de Mchunu. Sin embargo el púgil congoleño se sentía lleno de confianza, asegurando que había hecho todo lo necesario para mantener el título y durante la posterior entrevista retó públicamente al por entonces campeón del peso supermediano Saúl Álvarez asegurando que si se enfrentaran lo noquearía.

## Récord profesional
| 33 peleas | 29 Victorias | 4 Derrota |
| Nocaut    | 25           | 4         |
| Decisión  | 4            | 0         |
| Empates   | 0            | 0         |
| --------- | ------------ | --------- |

| Número | Resultado | Récord | Rival                | Método | Asalto - Tiempo | Fecha                    | Localización                                                       | Título                                              |
| 33     | Derrota   | 29-4   | Noel Mikaelian       | T.K.O. | 3 (12), 1:00    | 4 de noviembre de 2023   | Casino Miami Jai Alai, Miami, Florida                              | Por el título vacante de la WBC del peso crucero    |
| 32     | Derrota   | 29-3   | Badou Jack           | T.K.O. | 12 (12), 0:54   | 26 de febrero de 2023    | Diriyah Arena, Diriyah, Arabia Saudita                             | Pierde el título de la WBC del peso crucero         |
| 31     | Victoria  | 29-2   | Thabiso Mchunu       | S.D.   | 12              | 29 de enero de 2022      | Packard Music Hall, Warren, Ohio, EE.UU                            | Retiene el título de la WBC del peso crucero        |
| 30     | Victoria  | 28-2   | Olanrewaju Durodola  | T.K.O. | 7 (12), 0:55    | 19 de diciembre de 2020  | Studio Mama Angebi, Kinshasa, República Democrática del Congo      | Retiene el título de la WBC del peso crucero        |
| 29     | Victoria  | 27-2   | Michał Cieślak       | U.D.   | 12              | 31 de enero de 2020      | Temporary Arena, Kinshasa, República Democrática del Congo         | Gana el título WBC vacante del peso crucero         |
| 28     | Victoria  | 26-2   | Alexei Papin         | M.D    | 12              | 24 de agosto de 2019     | Traktor Sport Palace, Chelyabinsk, Rusia                           | Retiene el título WBC Silver del peso crucero       |
| 27     | Victoria  | 25-2   | Dmitry Kudryashov    | T.K.O. | 5 (12), 2:36    | 16 de junio de 2019      | KRK Uralets, Yekaterinburgo, Rusia                                 | Gana el título vacante WBC Silver del peso crucero  |
| 26     | Victoria  | 24-2   | Giorgi Tevdorashvili | K.O.   | 2 (10), 1:55    | 8 de diciembre de 2018   | Euskirchen, Westfalia, Alemania                                    |                                                     |
| 25     | Victoria  | 23-2   | Paata Aduashvili     | K.O.   | 2 (8)           | 26 de octubre de 2018    | Salle du Monte d’Or, Champagne-au-Mont-d'Or, Francia               |                                                     |
| 24     | Victoria  | 22-2   | Taylor Mabika        | R.T.D. | 4 (12), 3:00    | 22 de septiembre de 2018 | Grand Hôtel de Kinshasa, Kinshasa, República Democrática del Congo | Gana el título WBC Internacional del peso crucero   |
| 23     | Victoria  | 21-2   | Mussa Ajibu          | K.O.   | 4 (8)           | 25 de agosto de 2017     | Rainbow Towers Conference Centre, Harare, Zimbabue                 |                                                     |
| 22     | Victoria  | 20-2   | Chamunorwa Gonorenda | K.O.   | 5 (10)          | 28 de abril de 2017      | Carnival City, Brakpan, Sudáfrica                                  |                                                     |
| 21     | Derrota   | 19-2   | Tony Bellew          | K.O.   | 3 (12), 1:20    | 29 de mayo de 2016       | Goodison Park, Liverpool, Inglaterra                               | Por el título WBC del peso crucero                  |
| 20     | Victoria  | 19-1   | Thabiso Mchunu       | K.O.   | 11 (12), 1:56   | 26 de mayo de 2015       | International Convention Centre, Durban, Sudáfrica                 |                                                     |
| 19     | Victoria  | 18–1   | Tamas Bajzath        | T.K.O  | 3 (10), 2:15    | 5 de diciembre de 2014   | Centre Sportif Obercorn, Differdange, Luxembourgo                  |                                                     |
| 18     | Victoria  | 17-1   | Glen Johnson         | T.K.O. | 9 (12), 2:40    | 28 de junio de 2014      | Grand Hôtel de Kinshasa, Kinshasa, República Democrática del Congo | Gana el título Internacional WBC del peso crucero   |
| 17     | Victoria  | 16–1   | Ruben Angel Mino     | K.O.   | 2 (10), 1:53    | 1 de febrero de 2014     | Salle des Étoiles, Monte Carlo, Monaco                             |                                                     |
| 16     | Victoria  | 15-1   | Eric Fields          | K.O    | 5 (12), 1:59    | 31 de agosto de 2013     | Emperors Palace, Kempton Park, Sudáfrica                           | Retiene el título WBC Silver del peso crucero       |
| 15     | Victoria  | 14-1   | Dmytro Kucher        | M.D    | 12              | 13 de julio de 2013      | Salle des Étoiles, Monte Carlo, Monaco                             | Gana el cinturón vacante WBC Silver de peso crucero |
| 14     | Victoria  | 13-1   | Tamas Lodi           | T.K.O  | 3 (10), 1:29    | 30 de marzo de 2013      | Salle des Étoiles, Monte Carlo, Monaco                             |                                                     |
| 13     | Victoria  | 12-1   | Gogita Gorgiladze    | T.K.O. | 4 (10), 1:49    | 16 de febrero de 2013    | Emperors Palace, Kempton Park, Sudáfrica                           | Gana el título vacante Youth IBF del peso crucero   |
| 12     | Victoria  | 11-1   | Michael Gbenga       | T.K.O. | 5 (8), 2:53     | 24 de abril de 2012      | Carnival City Casino, Brakpan, Sudáfrica                           |                                                     |
| 11     | Victoria  | 10-1   | Pedro Otas           | T.K.O. | 11 (12), 2:54   | 19 de noviembre de 2011  | Monte Casino, Johannesburgo, Sudáfrica                             | Gana el título vacante de peso crucero de la WBF    |
| 10     | Victoria  | 9-1    | Collice Mutizwa      | K.O.   | 1 (6)           | 11 de junio de 2011      | Carnival City, Brakpan, Sudáfrica                                  |                                                     |
| 9      | Victoria  | 8-1    | Nsitu Mbaya          | K.O.   | 1 (6)           | 26 de marzo de 2011      | Nasrec Indoor Arena, Johannesburgo, Sudáfrica                      |                                                     |
| 8      | Victoria  | 7-1    | Danie Venter         | T.K.O. | 6 (6)           | 30 de octubre de 2010    | Klipriviersberg Recreation Centre, Johannesburgo, Sudáfrica        |                                                     |
| 7      | Victoria  | 6-1    | Elvis Moyo           | T.K.O. | 2 (6)           | 27 de marzo de 2010      | Carousel Casino, Hammanskraal, Sudáfrica                           |                                                     |
| 6      | Victoria  | 5-1    | Ben Moakamela        | T.K.O. | 2 (6)           | 7 de marzo de 2010       | Nasrec Indoor Arena, Johannesburgo, Sudáfrica                      |                                                     |
| 5      | Victoria  | 4-1    | Chamunorwa Gonorenda | T.K.O. | 2 (6)           | 26 de febrero de 2010    | Nasrec Indoor Arena, Johannesburgo, Sudáfrica                      |                                                     |
| 4      | Victoria  | 3-1    | Sean Santana         | T.K.O. | 3 (6)           | 3 de julio de 2009       | Nirvana Secondary School, Lenasia, Sudáfrica                       |                                                     |
| 3      | Victoria  | 2-1    | Nicholas Ramantswana | T.K.O. | 1 (4)           | 18 de octubre de 2008    | Park Station Concourse, Johannesburgo, Sudáfrica                   |                                                     |
| 2      | Victoria  | 1-1    | Elvis Moyo           | T.K.O. | 1 (4)           | 13 de septiembre de 2008 | Emperors Palace, Kempton Park, Sudáfrica                           |                                                     |
| 1      | Derrota   | 0-1    | Khayeni Hlungwane    | T.K.O. | 1 (4), 0:29     | 20 de junio de 2008      | Carousel Casino, Hammanskraal, Sudáfrica                           | Debut Profesional                                   |

## Títulos
- Campeón WBF del peso crucero
- Campeón Youth IBF peso crucero
- Campeón Silver WBC peso crucero (x2)
- Campeón Internacional WBC peso crucero (x2)
- Campeón WBC peso crucero